# Эскадренные миноносцы типа 051С
Эскадренные миноносцы типа 051C  — "Люйда-3", серия из 2 китайских эскадренных миноносцев. Построены в 2004-2007гг.

## Описание
На корабле в носовой части установлена АУ главного калибра,посередине расположена рубка,на мачте обзорный радар, позади 2 ПУ по 4 сверхзвуковых ПКР YJ-62, в кормовой части вертолётная площадка, ТА для торпед, ЗРК корабля С-300ФМ (Риф-М) с вертикальными ПУ барабанного типа 6 по 8 ЗУР (2 - на носу, 4 - на корме), 8 HN-2(аналог Х-65)

### Представители
| Бортовой номер | Название     | Дата закладки | Дата спуска на воду | Вступление в строй | Флот     | Примечание |
| -------------- | ------------ | ------------- | ------------------- | ------------------ | -------- | ---------- |
| 115            | «Шэньян»     |               |                     |                    | ВМС НОАК |            |
| 116            | «Шицзячжуан» |               |                     |                    | ВМС НОАК |            |